# Agostino Ciarpaglini
Agostino Ciarpaglini (Firenze, 8 gennaio 1899 – Dembeguinà, 15 dicembre 1935) è stato un militare italiano, insignito della medaglia d'oro al valor militare alla memoria nel corso della guerra d'Etiopia.

## Biografia
Nacque a Firenze l'8 gennaio 1899, figlio di Tito e Amelia Centi.  All'età di sedici anni, ancora studente, fuggì di casa per arruolarsi fra i combattenti del Regio Esercito senza tuttavia riuscirvi. Nel 1917, dopo aver frequentato il corso allievi ufficiali di complemento a Caserta, con il grado di sottotenente assegnato all'arma di fanteria, entrò in servizio attivo e l'anno successivo combatte sul Piave e poi a Vittorio Veneto. Dal marzo 1919 al maggio 1921 partecipava, sempre come volontario, alle operazioni di grande polizia coloniale per la riconquista della Libia. Rientrato in Patria fu posto in congedo riprendendo il suo lavoro nella Azienda. Nel settembre 1935 venne richiamato in servizio a domanda, con il grado di tenente, in vista dell'inizio delle ostilità con l'Impero d'Etiopia. Salpò da Napoli imbarcato sul Cesare Battisti, sbarcando a Massaua, in Eritrea, dove fu assegnato in servizio al 54° Autoreparto del 31° Autogruppo mobilitato assumendo il comando della 1ª Autosezione (autocarrette). Cadde in combattimento a Dembeguinà il 15 dicembre 1935, e fu insignito della medaglia d'oro al valor militare alla memoria. Una via di Firenze porta il suo nome. La caserma del 6º reggimento logistico di supporto generale di Budrio (BO) gli è intitolata

### Fonti
1. 1 2 3 4 5 6 7  Combattenti Liberazione.
2. 1 2 3  Gruppo Medaglie d'Oro al Valor Militare 1965, p. 132.
3. ↑   Medaglia d'oro al valor militare Ciarpaglini, Agostino, su quirinale.it, Quirinale. URL consultato l'11 luglio 2021.